# TWR Porsche WSC95
TWR Porsche WSC95 är en sportvagnsprototyp, tillverkad av den brittiska racerbiltillverkaren Tom Walkinshaw Racing i samarbete med  Porsche mellan 1995 och 1996.

## TWR Porsche WSC95
Sedan sportvagns-VM lagts ned efter 1992 koncentrerades intresset på amerikanska IMSA GT Championship (även kallat WSC) och det årliga Le Mans-loppet. Porsche planerade för en comeback i IMSA-mästerskapet och tog hjälp av TWR, som ägde rätten till Jaguars XJR-14-chassi. TWR vidareutvecklade chassit och Porsche tog fram en ny version av 962:ans turboladdade boxersexa. Bilen fick en enkel, öppen kaross, men innan den hann bli klar ändrade IMSA regelverket och bilen förbjöds att tävla.
Porsche tappade av naturliga orsaker intresset, men tävlingsstallet Joest Racing, som tävlat med olika sportvagnar från Porsche under mer än 25 år, såg en potentiell Le Mans-vinnare i bilen och tog över projektet. Porsche blev istället till underleverantör åt Joest.

## Porsche LMP1-98

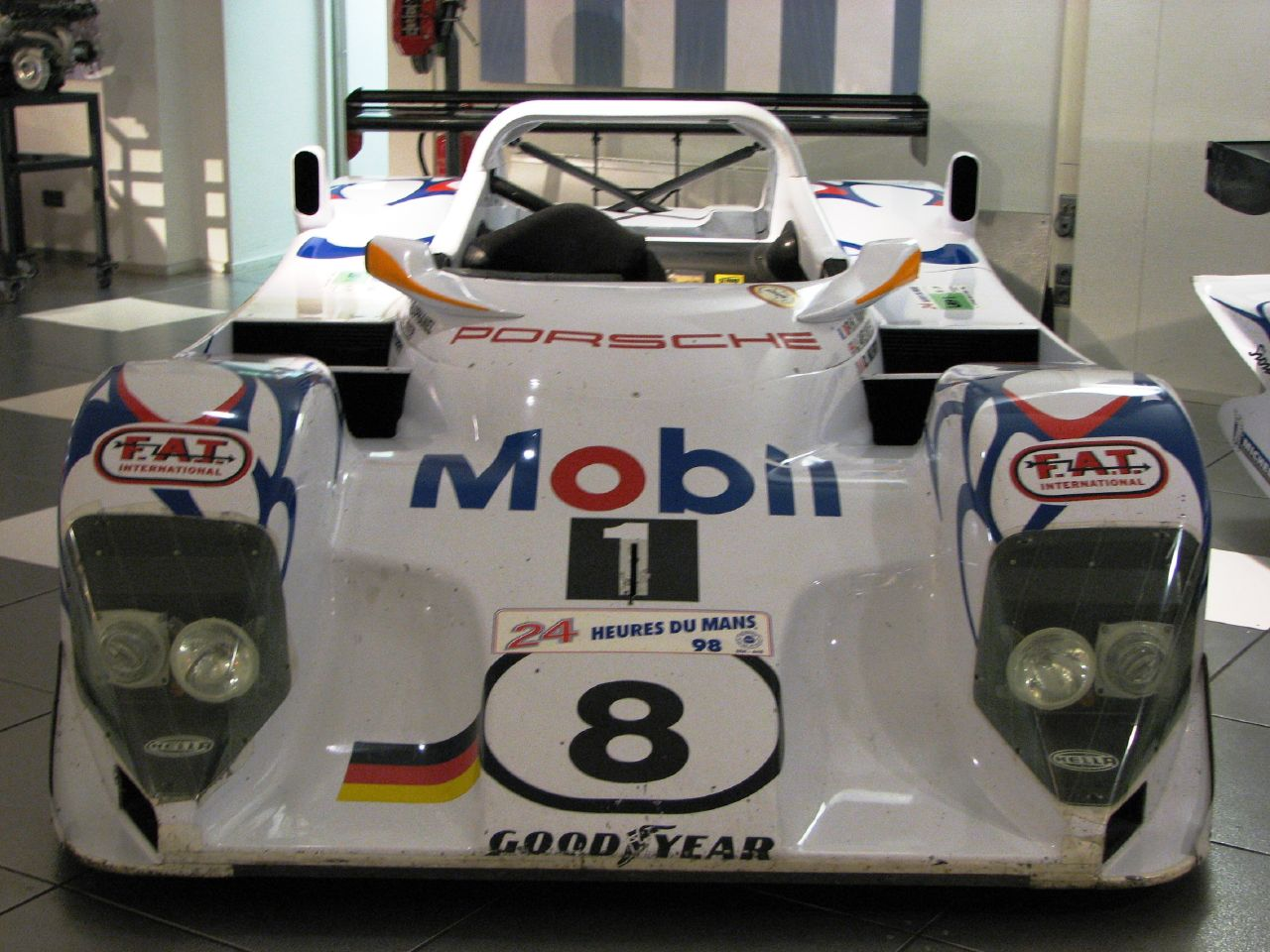
Porsche LMP1-98

Efter Joest-stallets framgångar tog Porsche över bilarna till 1998. Porsche uppdaterade dem med ny kaross och förstorad motor och kallade dem Porsche LMP1-98. 
Till 1999 planerade Porsche att ta fram en helt ny LMP-bil, men på grund av företagets dåliga finanser lades projektet ned.

## Tekniska data
| Tekniska data         | TWR Porsche WSC95                                                     |
| --------------------- | --------------------------------------------------------------------- |
| Motor:                | Mittmonterad 6-cylindrig boxermotor med biturbo                       |
| Cylindervolym:        | 2994 cm³                                                              |
| Max effekt:           | 540 hk vid 7 700 v/min                                                |
| Ventilstyrning:       | Dubbla överliggande kamaxlar per cylinderrad, 4 ventiler per cylinder |
| Växellåda:            | 5-växlad manuell                                                      |
| Hjulupphängning fram: | Dubbla tvärlänkar, torsionsstavar                                     |
| Hjulupphängning bak:  | Dubbla tvärlänkar, horisontellt liggande skruvfjädrar                 |
| Torrvikt:             | 890 kg                                                                |

## Tävlingsresultat
Reinhold Joests stall tog TWR Porsche WSC95 till Le Mans 1996 och vann loppet, genom Manuel Reuter, Davy Jones och Alexander Wurz. Året därpå upprepade man framgången, med Michele Alboreto, Stefan "Lill-Lövis" Johansson och Tom Kristensen i vinnarbilen.
Joest Racing fick förtroendet att köra även den officiella Porsche LMP1-98 1998, men bägge bilarna bröt loppet. Modellen gjorde sitt sista framträdande vid Petit Le Mans i USA senare samma år, med en andraplats som resultat.